# 国家为什么会失败
《国家为什么会失败：权力、繁荣与贫穷的根源》（英語：Why Nations Fail: The Origins of Power, Prosperity, and Poverty）是经济学家达龙·阿杰姆奥卢和詹姆斯·A·罗宾逊编写的专著，2012年首次出版。该书对大量历史案例进行研究，以制度经济学、发展经济学和经济史角度解释各国发展情况不同的原因。

## 内容概述
本书综合了多年来达龙·阿杰姆奥卢对经济增长的研究、詹姆斯·A·罗宾逊对非洲和拉丁美洲经济情况的研究，以及其他作者的部分研究，从新制度經濟學的角度解释各国历史，包括已消亡国家和现存国家。对于阿杰姆奥卢和罗宾逊的众多研究，其中心思想可概括为制度对国家实现高水平福利起着决定性的作用。两位作者早年的著作《独裁与民主的经济根源》（The Economic Origins of Dictatorship and Democracy）也是论述同一主题，但内容是研究诸多历史案例。
在书中，两位作者就其他学者提出的全球不平等解释理论进行间接辩论，包括傑佛瑞·薩克斯和賈德·戴蒙提出的地理角度论点、阿巴希·巴納吉和艾絲特·杜芙若提出的精英无知论、西摩·马丁·利普塞特的现代化理论，以及众多文化角度的理论，如戴维·兰德斯关于北欧居民特殊文化结构的理论、大卫·哈克特·费舍尔关于英國文化正面影响的理论、马克斯·韦伯关于新教伦理对经济发展影响的理论。两位作者强烈批评地理理论“无法从总体层面解释全球不平等现象”，也无法说明某些国家长时间内处于停止状态，之后在某一些时间迅速发展，而地理位置不曾改变。
过去与阿杰姆奥卢和罗宾逊合著过许多论文的西蒙·约翰逊没有参与本书写作。在2002年发表的一篇论文中，三人借助统计数据分析，证明在决定不同国家的人均GDP方面，制度因素比文化和地理因素更占主导地位。另一篇在2001年发表的论文《比较发展的殖民起源》中，三人证明欧洲国家殖民地中，欧洲定居者的死亡率影响当地制度设立和未来发展。

## 内容

### 可持续发展的条件
作者从美国亚利桑那州诺加利斯和墨西哥索諾拉州諾加萊斯的案例引入，对美墨边境两个城市发展情况的巨大差异提出疑问。该书认为，某些国家想方设法实现高度繁荣的时候，其他国家都不约而同地失败了。而想尽办法实现高福利的国家能长期保持稳定的高经济增长率，这些国家的经济被称为“可持续发展”。伴随着这种现象的是不断的改革和技术的发展，此过程被称为“科技进步”。作者探寻为什么能在某些国家看到这种现象，其他国家看起来似乎被冻结了时间的原因时，作者给出了自己的结论，认为要先实现科技进步，必须保护社会各阶层的所有权，让民众能从他们的企业和創新（包括发明专利）中获得收入。民众一但获得专利，就会竭力保证其他人不能提出比他的专利更完美的版本，这样就可以永远靠专利赚钱。因此，要实现可持续发展，就必须实施一种阻止民众永远靠专利吃饭的机制，否则民众就可以用专利攫取大量财富。对于这样的机制，作者的结论是，多元政治制度能让社会各阶层都能参与国家治理。在这个例子中，前一个专利的发明者失败了，但其他人都赢了。在多元化的政治制度下，做出的决定对大多数人有利，这意味着前一个发明者将无法阻止新发明的专利，因此技术将不断改进。将经济发展归功于商品及技术的不断发展的观点，最早由约瑟夫·熊彼特提出，他称这个过程为“创造性破坏”。而将这个概念经济模型化的，是菲利普·阿吉翁和彼得·豪伊特的阿吉翁–豪伊特模型。根据他们提出的模型，新产品开发的激励是生产商的独占利润，一旦更好产品被发明，这种利润就会不复存在。只有实施多元的政治制度，才能够保证现有垄断企业的所有者不能借助手上的经济权利，来阻止新技术的出现，这在作者看来是国家向可持续发展过渡的必要条件。另一个实现可持续发展的先决条件，是国家权力适度集中化，如果不适度集中，多元政治就会走向混乱。对于这个观点，两位作者在与西蒙·约翰逊共同撰写的一篇论文中进行深入阐述。两位作者认为道格拉斯·诺斯的研究对他们的观点产生巨大影响。
两位作者通过分析已消亡及现存国家及社会的经济发展来支撑观点，包括美国、中世纪英格兰及后来的大英帝国、法国、威尼斯共和国、罗马共和国及后来的羅馬帝國、奥匈帝国、俄罗斯帝国与后来的苏联、现在的俄罗斯、西班牙及其曾有的殖民地，包括阿根廷、委内瑞拉、危地马拉、哥伦比亚、墨西哥、秘鲁、巴西、西印度群岛殖民时期、瑪雅文明、納圖夫文化、奥斯曼帝国及现在的土耳其、日本、朝鲜和韩国、明朝、清朝及现在的中华人民共和国、苏丹国蒂多雷、特尔纳特和巴坎、安汶岛及其他现印度尼西亚领土的社区，以及荷兰东印度公司对它们的影响、澳大利亚、索马里和阿富汗、阿克苏姆王国、现代埃塞俄比亚、南非、辛巴威、波札那、刚果王国、库巴和现刚果民主共和国、奧約帝國、达荷美王国和阿散蒂帝国、现代加纳、塞拉利昂、现代埃及和乌兹别克斯坦。书评人都不约而同指出该书历史案例丰富。

### 两种制度的对比
两位作者认为制度对各国发展起着决定性作用，当中包括一系列的正式和非正式规则，以及强制个人遵守社会规则的机制。他们将制度分成两大类，一类是政治制度，一类的经济制度。政治制度规定了各国不同部门之间的权力分配，以及这些部门的形成过程；经济制度规定了公民的财产关系。他们的观点由两种对立的经济政治制度原型组成，一种是“榨取式”（或称榨取性，包括提取和压榨），一种是“广纳式”（或称广纳性，包括包含和联合），两者都是互相加强和支持。
“广纳式经济制度”保护社会大部分人的财产权（不仅仅是精英），不允许不合理转让财产，允许所有民众参与经济关系，以获取利润。在这种制度的条件下，工人自愿提高劳动生产率。针对这种模式，作者首先提出的例子是威尼斯共和国的“康孟达”及专利发明。作者认为，没有“广纳式政治制度”，允许社会大部分人参与国家治理，作出有利于大多数人的决定，这两者不可能长期存在。广纳式政治制度是现代所有自由民主制国家的基石。没有这样的制度，政治权力就会被社会的一小部分人篡夺，这些人迟早会利用权力来获取经济权力，侵犯其他人的财产权，继而摧毁包容的经济制度。
“榨取式经济制度”将很大一部分人排除在他们自身活动的收入分配中。在这种模式下，除精英阶级，其他人都不能从参与经济关系中获益。相反，他们可以转让那些不属于精英阶层的财产。相关例子包括奴隶制度、農奴制和監護征賦制。在这样的制度背景下，工人没有动力去提高劳动生产率，因为所有或几乎所有的额外收入都会被精英阶层拿走。伴随着这种经济制度的是“榨取式政治制度”，绝大部分人被排除在国家治理之外，政治权力都集中在社会一小部分人手中，例如貴族。例子包括絕對君主制和各种獨裁政體、极权政体，以及具有民主外部因素（宪法和選舉）威权政体，其中威权政体在现代世界中十分广泛，权力由军队、警察和附属法院组成。有一个比较重要的事实：一个国家拥有选举，并不意味着它的制度不是榨取式，因为竞争也可以是不公正的、候选人的机会，以及他们在大眾媒體的曝光程度可以是不对等的，投票也是可以出现诸多违规行为的，这样的选举只是一场表演，结果可以提前预知。

### 各国家经济发展分析
在书中，两位作者分析了导致国家成功或失败的因素。他们认为，地理、气候、文化、宗教、种族或政治领导人无知等常见解释是不足够的。为了支持他们的论点，两人对比研究了不同国家，其中特别强调了朝鲜和韩国的例子，证明相似因素导致不同经济结果。他们还研究一些边境城市，以分析制度环境对繁荣的影响。
两人的主要论点是，广纳式经济政治制度对经济繁荣起着关键作用，包容性制度允许民众广泛参与政策制度，提供人才及创造动力。另一方面，榨取式制度只会让一小部分精英得益，阻碍经济发展。两人引用历史案例，例如英国光荣革命，以说明民主多元化对经济发展的重要性。他们还讨论了中国的经济繁荣，并将其归因于该国日益包容的经济政策。他们认为，经济发展可以催使政治制度变革，并警告中国，如果不改善政治平衡，很可能会崩溃，类似于1990年代苏联解体。

## 理论
全书探讨两大理论，第一个理论探讨了推动民主政体和独裁政体发展的因素，第二个理论则深入探讨了民主政体如何促进经济增长，而独裁政体如何阻碍经济增长。

### 民主的推动力
两位作者对民主背后驱动力的理论源于此前对博弈论的研究。在这篇研究论文中，两人研究了西欧与拉丁美洲历史上的民主化进程，强调革命的威胁和精英对经济再分配的渴望在民主转型中的作用。
在他们的博弈论模型中，两人做了诸多假设。他们假设一个社会被分成富人阶层和穷人阶层，政权被分为民主或非民主，民众的优先权完全由货币再分配决定。他们也考虑民众对未来再分配，以及国家经济产出波动的担忧。此外，社会中的每个个体都追求自身效用的最大化。在这个模型中，假设的国家从非民主社会起步，一小群富人控制着财富，统治着贫穷的大多数。富人决定税率，穷人要么接受富人提供的再分配，要么选择反抗，但反抗需要付出代价。游戏的结果取决于富人的征税提议，以及穷人是否反抗。当富人自愿增加货币再分配，同时给予穷人特权，以避免革命时，民主化就发生了。
| 变量                         | 正常情况 | 回报受压迫者 没有发生革命 | 回报受压迫者 有发生革命 | 回报压迫者 没有发生革命 | 回报压迫者 有发生革命 | 更有可能实现民主化？ | 原因 |
| ---------------------------- | -------- | ------------------------- | ----------------------- | ----------------------- | --------------------- | -------------------- | --- |
| 每年经济产出                 | 减少     | 减少                      | 不变                    | 减少                    | 不变                  | 是                   | 经济低迷时期，经济产出减少，穷人更愿意发动革命；为了弥补这一点，富人会加大再分配和选举力度，防止穷人反抗                                               |
| 被压迫者试图革命的代价       | 减少     | 不变                      | 增加                    | 不变                    | 不变                  | 是                   | 由于革命的成本较低（例如，如果一个人失业而不是就业，失业时的革命成本要低得多），穷人更倾向于诉诸革命；因此，富人会给穷人更多的好处，以防止这种情况发生 |
| 压迫者为成功革命付出的代价   | 增加     | 不变                      | 不变                    | 不变                    | 增加                  | 是                   | 惩罚力度加大后，富人将更愿意增加对穷人的再分配，以避免更严厉的惩罚                                                                                     |
| 革命成功给被压迫者带来的好处 | 增加     | 不变                      | 增加                    | 不变                    | 不变                  | 是                   | 如果革命的收益更高，革命对穷人的吸引力就更大，因此富人又有更多的动机去重新分配，以避免革命                                                             |

上述分析证明不断出现的革命威胁促使富人推行民主化。该理论与克拉克、戈尔德和戈尔德的论文相一致，他们的论文讨论了政府如何根据利益决定是否剥削或保护公民，而公民可以选择离开、保持忠诚或通过抗议表达他们的担忧。类似地，这场博弈还提供了退出收益、发声成本及忠诚度价值等变量如何改变国家是否进行掠夺的行为的见解。

### 民主如何影响经济表现
该书第二个观点探讨了包容性政治制度与经济发展的关系。两位作者之前在《制度是长期增长的根本原因》（Institutions as the Fundamental Cause for Long-Run Growth）一文中讨论过这个观点。两人的理论使用单一框架，解释了各国经济发展水平的差异。
政治制度就像宪法，决定着政治权力的纸面分配，而经济资源的分配则是实实在在决定政治权力的分配。纸面分配和实际分配都影响经济制度，以及生产行为范式，也塑造着未来的政治制度。经济制度也决定资源在未来的分配。这个框架与时间息息相关，因为今天的制度决定明天的经济增长和制度。例如，光荣革命发生前，欧洲，尤其是英国的政治权力，都集中在君主手中。然而，国际贸易利润的不断增长，导致经商贵族和商人阶层崛起。如此一来，政治和经济制度开始有利于商人阶级，最终导致英国君主制度垮台，高效经济制度建立。
在与麻省理工学院研究员西蒙·约翰逊合著论文《比较发展的殖民起源：一项实证研究》（The Colonial Origins of Comparative Development: An Empirical Investigation）中，两人利用历史上的一项自然实验证明不同制度导致不同的经济发展水平。文章分析了殖民时期不同国家的制度选择，以及这些选择对眼下经济发展的影响。他们发现，在疾病丛生的环境中，殖民者很难存活（死亡率高），于是建立压榨政权，导致这些地方今日的经济发展惨淡。相反，在殖民者死亡率低的地方，殖民者定居下来，照搬母国的制度，取得了成功，例子包括澳大利亚和美国。因此，100年前殖民者的致死率决定这些殖民国家现今的经济发展水平，导致各国走上了不同的制度道路。
在《欧洲的崛起：大西洋贸易、制度变革和经济增长》（The Rise of Europe: Atlantic Trade, Institutional Change, and Economic Growth）这篇论文中，两位作者与约翰逊提出的政治经济制度相辅相成理论进一步加强。这篇论文提到了1500年后欧洲经济崛起：1500年后，跨大西洋贸易开展，贸易利润不断增加，从而催生商人阶级这个挑战君主权威的角色。通过回归分析，作者还揭示了大西洋贸易与政治制度之间存在显著的相互作用。具体而言，专制君主的存在阻碍了大西洋贸易对经济的影响，这解释了为什么西班牙尽管可以进行同样的贸易，但在经济发展上却落后于英国。
两位作者对上述理论的解释，很大程度上受美国经济学家道格拉斯·诺斯和美国政治学家巴里·R·温加斯特影响。在1989年出版的论文《宪法与承诺：十七世纪英国公共治理制度的演变》（Constitutions and Commitment: The Evolution of Institutions Governing Public Choice in Seventeenth-Century England）中，诺斯与温加斯特得出的结论是，历史上的胜利者塑造制度，是为了保护自身利益。在光荣革命的案例中，获胜的商人阶级建立财产保护法，限制君主权利，在根本上推动经济发展。后来在2009年论文《暴力与开放获取秩序的兴起》（Violence and the Rise of Open-Access Orders）中，两人将这种法治称为“开放获取”。有了开放获取、平等和思想的多样性，社会就更能够繁荣昌盛。

## 学界点评
以下评论是针对本书、作者或书中论点的直接或间接回应，按点评人英文名字母顺序排列。

### 阿尔温德·苏布拉马尼安
印度经济学家阿尔温德·苏布拉马尼安在《美国利益》一书中提到阿杰姆奥卢与罗宾逊理论潜在的内生性问题。他认为，《国家为什么会失败》一书假设政治制度影响经济表现，但现代化理论认为经济现代化也能导致政治制度的改善，《失败》没有解释后者观点为什么没用。事实上，阿杰姆奥卢与罗宾逊2001年出版论文利用两阶段回归测试，尝试回答了这个问题，这个回归测试在《失败》一书中有提及。
苏布拉马尼安也认为《失败》没有解释中国与印度近期的经济发展。在威权政体下，中国取得快速的经济增长，而奉行民主制度的印度远远落后，这个案例挑战了《失败》一书的广纳式与榨取式政治制度的观点。苏布拉马尼安不太满意的是，上述理论无法世界人口众多的情况，而且根据《失败》的预测，中国或印度在近期不会出现重大变化。
对此，阿杰姆奥卢与罗宾逊反驳称，他们的理论将经济制度与政治制度区分开，没有讲政治制度直接促进发展，而是说经济制度由政治制度塑造。对于中国，自1978年邓小平决定实施改革开放政策以来，这项政治制度对推动经济改革起关键作用，而这个案例恰好支持了政治制度转变能塑造经济制度，影响经济表现的看法。他们推测中国经济发展会在未来影响其政治制度。然而，如果中国维持威权政体，就算变得像美国或德国一样富裕，也不属于这个理论的范畴。至于印度，两人认为广纳式政治制度与选举民主之间存在区别。印度的政治体制一直被国大党主导，存在腐败、议员面临刑事指控、种姓不平等等问题。印度民主质量低下、政治制度不完善，导致经济制度不完善，阻碍了经济增长。

### 大卫·R·亨德森
在《规定》的文章中，大卫·R·亨德森给出了正面评价，但批评作者对中央政府在促进发展方面的作用的论述不一致。作者认为，在阿富汗、海地、尼泊尔等失败国家，强势中央政府缺位，但为了促进经济增长，只能拥抱弱势政府，索马里就是这样的例子。亨德森也指出《失败》作者在提到美国时的两个错误。第一个错误，他们指控约翰·D·洛克菲勒等“垄断者”是掠夺者，而事实上，洛克菲勒是通过降低石油价格来获得市场份额；第二个错误，他们忽略了美国经济学家对美国内战及美国民权运动之间经济历史的主流研究，未能认识到南方实际上正在与北方融合。

### 法兰西斯·福山
在《美国利益》的文章中，法蘭西斯·福山批评阿杰姆奥卢与罗宾逊的理论很像2009年诺斯、沃利斯和温加斯特出版的一本书。福山同意《失败》的一个结论，即经济失败往往归因于有利于精英阶层的制度。但他指出，这种归因方法将问题简单化了，因为它将不同制度归为一类，并对不同社会进行了有缺陷比较。福山也不同意支持该论点的历史证据，特别提到该论点并不适用于现代中国。
针对福山的评论，阿杰姆奥卢与罗宾逊称他们的研究是在诺斯三人的基础上进行建立和补充。其次，他们对用过度简单方式分析复杂政治制度持保留意见。他们还将中国的经济增长归因于一定程度的包容性，但预测在目前的压榨式制度下，中国的人均收入不会达到西班牙或葡萄牙的水平。

### 賈德·戴蒙
在《纽约书评》的文章中，賈德·戴蒙指出，《失败》理论只关注制度，而忽略了地理等其他因素。《失败》作者论点的其中一大问题是内生性：如果良好的政治制度是经济增长的原因，那么如何解释它们呢？戴蒙比较热带和温带地区，提出一种导致各国发展差异的地理原因。他认为财富差异是由气候条件造成的，例如热带地区的疾病率较高、农业生产力较低。他还批评阿杰姆奥卢与罗宾逊只关注光荣革命等小历史事件，忽视了西欧的繁荣。
针对戴蒙的批评，阿杰姆奥卢与罗宾逊表示，《失败》的论点确实考虑了地理因素，但地理并不能解释不同的发展水平。地理对国家而言是初始因素，对发展的影响是由制度决定。他们提出“命运逆转”理论，解释为什么美国、澳大利亚、加拿大等曾经贫穷的国家，即便自然资源有限，也变得富裕。他们也批驳了“資源詛咒”理论，强调纵观历史，制度对塑造国家利用自然资源的方式起到重要作用。
戴蒙并不同意阿杰姆奥卢与罗宾逊的回应，重申了《失败》存在谬误的观点。他强调，地理因素深入决定了国家是富是穷。例如，热带疾病在赞比亚流行，导致男性工人长期患病，生产力大大降低。戴蒙还强调地理因素如何影响各地种植园的建立，以及古代农业实践在各地的发展，认为这些实践反过来又塑造了各地定居生活方式和社会互动，最终导致各国形成独特的社会制度和不同的经济成果。

### 傑佛瑞·薩克斯
美国经济学家傑佛瑞·薩克斯认为，《失败》最主要的问题，在于狭隘地将关注度集中在国家政治制度上，忽视了其他因素，包括技术发展及地缘政治。例如，地理对制度塑造起到关键作用，西非诸国的弱势可能是当地河流无法通航造成的。萨克斯还对阿杰姆奥卢与罗宾逊关于威权政体无法促进经济增长的假设提出质疑。新加坡、韩国等亚洲国家的例子能轻易反驳两人说政治制度是经济发展先决条件的例子。此外，阿杰姆奥卢和罗宾逊忽视了技术进步（例如工业化和信息技术）等宏观经济因素。
对于萨克斯的批评，阿杰姆奥卢和罗宾逊在《失败》的博客中提到了12个具体观点。第一，对于地理的作用，两人认同地理对制度塑造起关键作用，但不认为地理对经济发展起决定作用。第二，对于威权政府对经济发展起正面作用，尤其是中国的观点，经济快速增长可能是这种趨同效应的一部分。但是，仅凭中国的例子还不能得出决定性理论。最后，对于工业化，他们认为工业化取决于制度。根据阿杰姆奥卢和罗宾逊的回应，萨克斯在个人网站上写了一篇反驳文章。

### 保罗·科利尔
牛津大学发展经济学家保罗·科利尔在的《卫报》书评中归纳了《失败》的发展的两个关键元素：第一，中央集权国家；第二，包容的政治和经济制度。以中国为例，中央集权国家可以带领国家摆脱贫困，但如果没有包容的制度，这种增长就不可持续，正如阿杰姆奥卢和罗宾逊所言。但这个过程不是自然发生的，只有当精英阶层愿意在特定情况下将权力移交给多数人时才会发生。

### 彼得·福布斯
彼得·福布斯（Peter Forbes）在英国《獨立報》的书评中写道：“两位美国经济学家写的这本书受到其先驱者的一致好评，包括賈德·戴蒙、伊恩·莫里斯、尼爾·弗格森、查尔斯·曼恩，成功地阐释了从大航海时代到现代的历史。”盛赞之余，福布斯将《失败》传递的信息与美国和英国等发达国家的当代政治联系起来。尽管这英美是迄今为止世界上最具包容性的经济体之一，但它们的一些部分从本质上看是掠夺性，例如，影子银行体系和综合企业制造商等的存在。他警告，不要打着包容性经济的幌子进行掠夺性实践。

### 沃伦·巴斯
沃伦·巴斯（Warren Bass）在《华盛顿邮报》的书评中写道：“这本书振奋人心、滔滔不绝、雄心勃勃，最终充满希望。事实上，它可能算得上是一部杰作。”表扬之余，巴斯也指出《失败》的几个缺陷。首先，榨取式和广纳式制度的定义过于模糊，无法用于政策制定。其次，尽管阿杰姆奥卢和罗宾逊雄心勃勃地涵盖了历史上所有国家的案例，但这种尝试受到了地区专家和历史学家的审查。例如，他们对奥斯曼帝国“高度专制”的指责可能并不准确，因为与欧洲同行相比，奥斯曼帝国内部的宽容和多样性程度较高。

### 威廉·伊斯特利
威廉·伊斯特利在《华尔街日报》的书评中总体上支持《失败》论点有合理性，但批评《失败》未能引用现有统计证据，来支持历史案例研究的有效性。例如刚果的例子，《失败》认为，刚果之所以贫困，是因为刚果靠近奴隶贸易装运点，这种历史案例研究方法只提供了一个数据点。此外，伊斯特利还指出了事后合理化的危险，认为《失败》将不同的发展水平归因于制度，这种方法未免太过简洁。例如，在解释威尼斯共和国解体的时候，其陷落可能是当时掠夺制度造成，也可能是从地中海贸易转向大西洋贸易引发的。历史案例研究方法可能有失偏颇。

## 荣誉
- 2012年：帕迪鲍尔政治图书奖（国际事务）[55]
- 2012年：金融时报与高盛年度商业书籍奖（英语：Financial Times and Goldman Sachs Business Book of the Year Award）小名单[56]
- 2013年：莱昂内尔·格尔伯奖（英语：Lionel Gelber Prize）大名单[57]
- 2013年：亚瑟·罗斯图书奖（英语：Arthur Ross Book Award）荣誉提及[58]

## 相关著作
- 《國富論》亚当·斯密
- 《槍炮、病菌與鋼鐵》賈德·戴蒙
- 《大崩壞》賈德·戴蒙
- 《在增長的迷霧中求索：經濟學家在欠發達國家的探險與失敗（英语：The Elusive Quest for Growth）》威廉·伊斯特利（英语：William Easterly）
- 《新國富論：人類窮與富的命運（英语：The Wealth and Poverty of Nations）》戴维·兰德斯
- 《暴力与社会秩序》（Violence and Social Orders）道格拉斯·诺斯、約翰·沃利斯、巴里·温加斯特（英语：Barry Weingast）
- 《现代世界体系》（The Modern World-System），共四卷，伊曼纽尔·沃勒斯坦